# 오야마정 (도치기현)
오야마정(小山町)은 도치기현의 남동부, 시모쓰가군에 속했던 정이다.

## 역사
- 1889년 4월 1일 - 정촌제 시행에 의해 오야마정이 성립하였다. 당시의 인구는 약 4,700명이다.
- 1894년 4월 1일 - 마마다역이 개업하였다.
- 1911년 4월 10일 - 오모이가와역이 개업하였다
- 1954년 3월 31일 - 시모쓰가군 오야촌과 신설 합병, 승격해 오야마시가 되었다.

## 인구
- 1920년 10,769명
- 1925년 12,718명
- 1925년 13,975명
- 1930년 14,154명
- 1935년 14,662명
- 1947년 20,785명
- 1950년 21,439명

※인구는 각 연도 10월 1일 현재 (인구조사에 따름)

## 교통

### 철도
- 일본국유철도
  - 도호쿠 본선 (우쓰노미야 선)